# وين32-لودر
وين32-لودر (بالإنجليزية: win32-loader)‏ هو أحد مُكِّونات مُثبِّت دبيان، يعمل على نظام مايكروسوفت ويندوز ويُستخدم لتثبيت نظام دبيان على الحاسوب دون الإضرار بالنظام الموجود. ولديه القدرة على تحميل مُثبِّت دبيان الفعلي إما من الشبكة أو من وسائط الأقراص المضغوطة.